# Botschaft der Vereinigten Arabischen Emirate in Berlin
Die Botschaft der Vereinigten Arabischen Emirate in Berlin ist der Hauptsitz der diplomatischen Vertretung der Vereinigten Arabischen Emirate in Deutschland. Sie befindet sich in der Hiroshimastraße 18–20 im Berliner Ortsteil Tiergarten des Bezirks Mitte.

## Geschichte

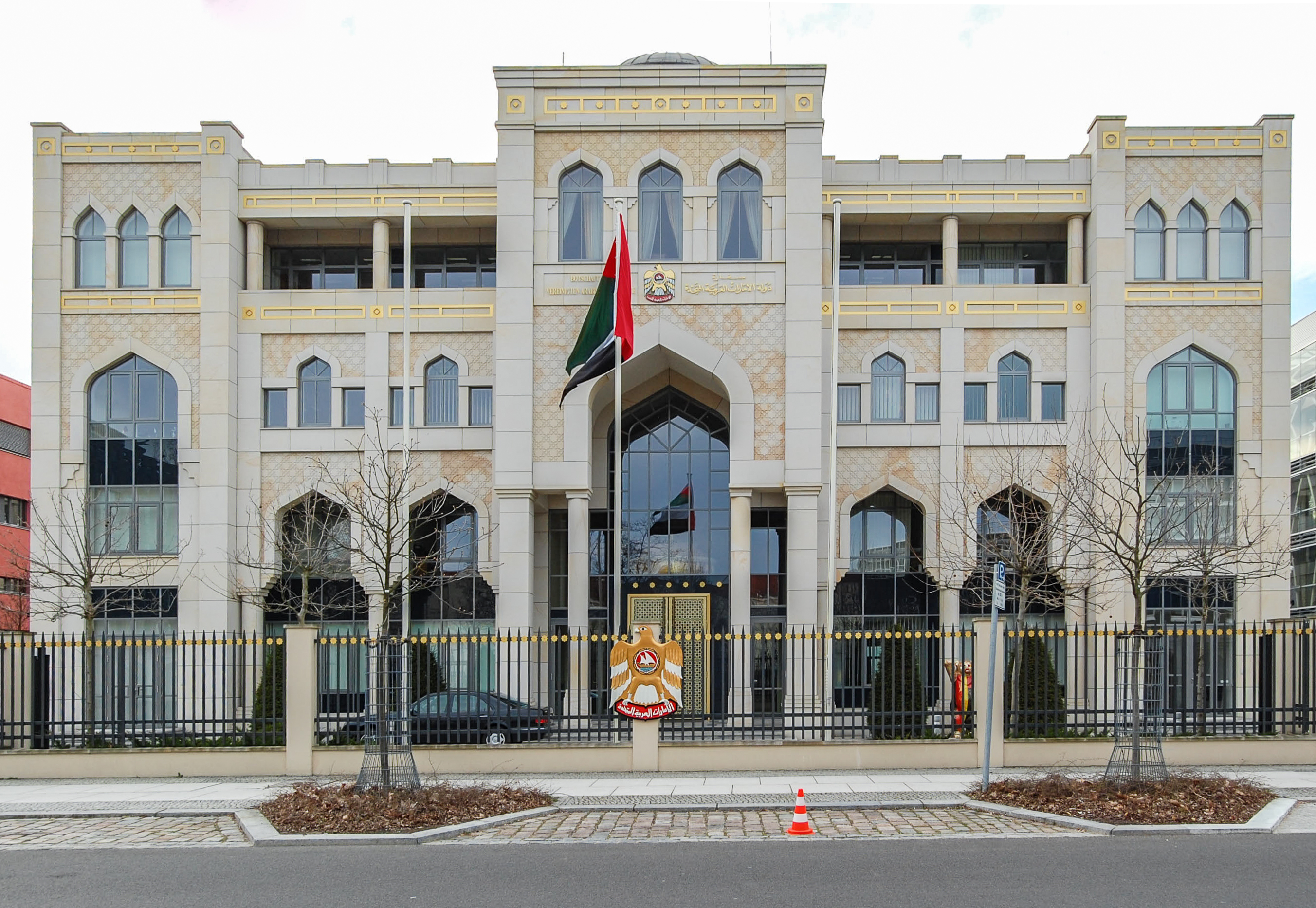
Hauptfassade

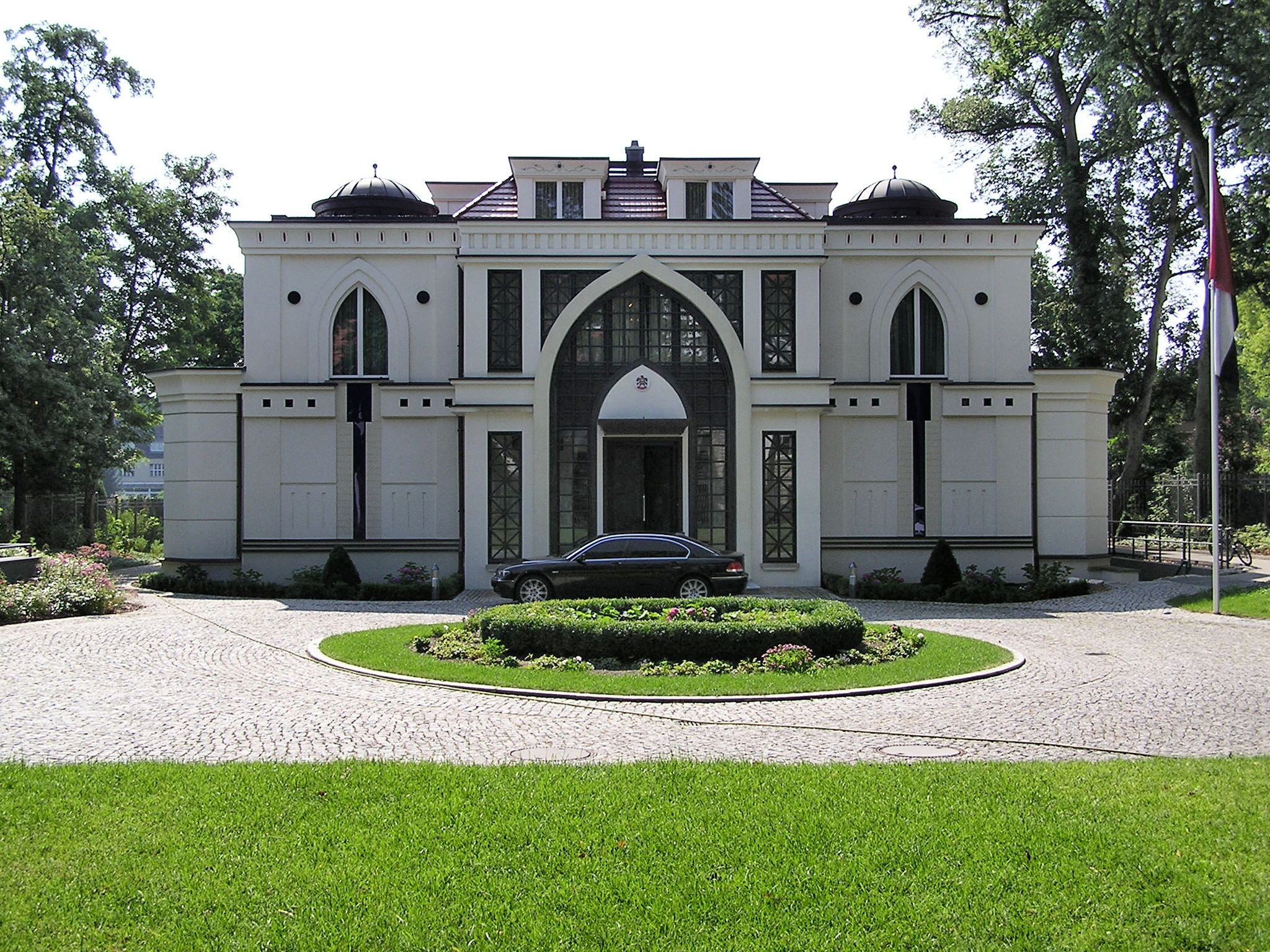
Residenz des emiratischen Botschafters an der Winkler Straße 20 in Berlin-Grunewald

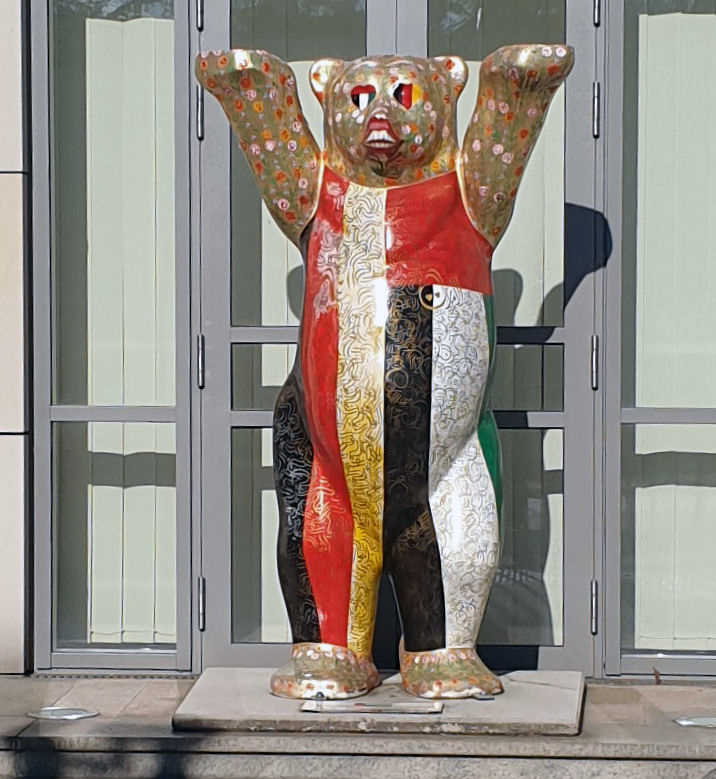
Buddy Bär vor der Botschaft in Berlin

Das Botschaftsgebäude befindet sich im Botschaftsviertel genannten westlichen Teil des Tiergartenviertels zwischen der Vertretung des Landes Bremen beim Bund und der Vertretung des Landes Nordrhein-Westfalen beim Bund. Das Gebäude wurde in 20 Monaten gebaut, die Kosten beliefen sich auf etwa 18 Millionen Euro. Die Architekten waren Tom Krause und Astrid Bohne aus Eschweiler bei Aachen, die sich von arabischer Architektur inspirieren ließen.
Der Grundriss des viergeschossigen Gebäudes ist rechteckig. Die Fassade ist mit Sandstein verkleidet, Fenster und Türbögen sind in einem modernen arabischen Stil errichtet. Im Gebäude selbst befindet sich eine zentrale Halle, die für Empfänge und offizielle Anlässe verwendet wird.
Die Residenz des Botschafters der Emirate befindet sich im Villenviertel Grunewald und ist ähnlich dem Botschaftsgebäude in einem neo-arabischen Stil erbaut. Botschafter ist seit dem 24. Oktober 2022 Ahmed Waheeb Maaz Ahmed Alattar.
Das Amt des Botschafters bekleideten in der Vergangenheit auch Ali Mohamed Ali Al-Zarouni, Ali Abdulla Mohamed Saeed Al Ahmed und Hafsa Abdulla Mohamed Sharif Alulama.